# Egyptian Hall

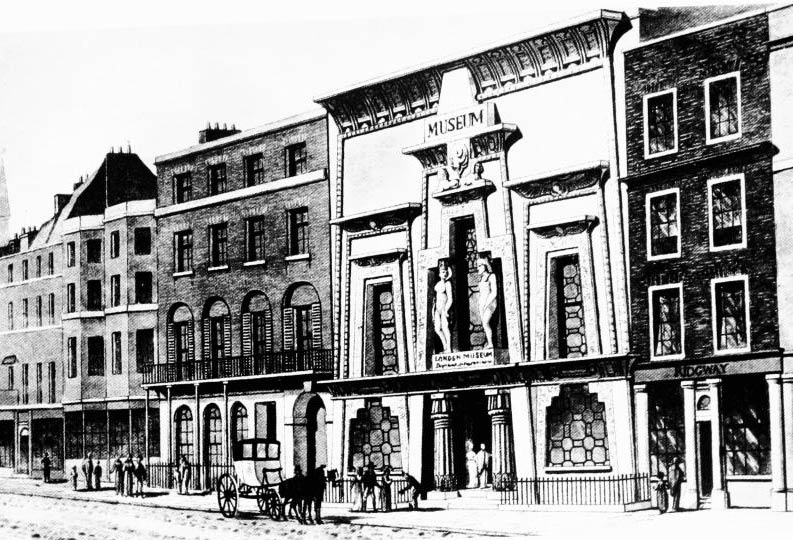
La façade de l'Egyptian Hall en 1815.

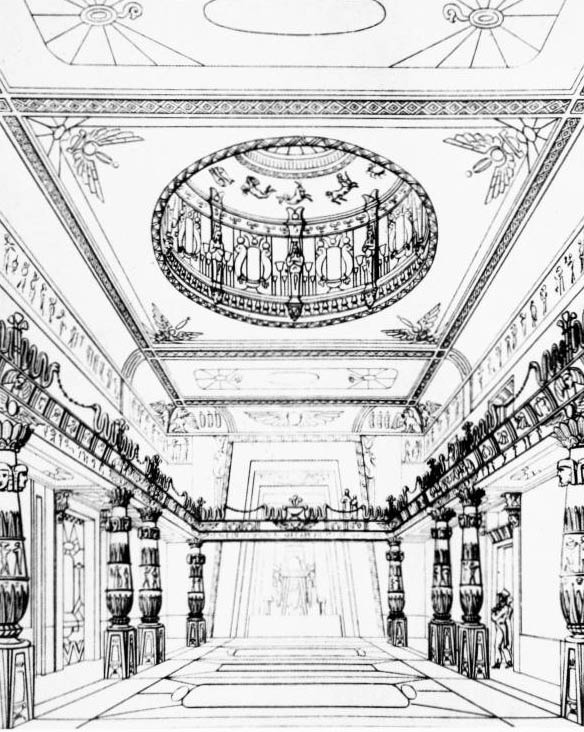
La grande salle de l'Egyptian Hall redessinée par J.B. Papworth, en 1819.

L'Egyptian Hall était une salle d'exposition située dans le quartier de Piccadilly, à Londres. Construite en 1812 dans un style « Égypte antique » sur les dessins de Peter Frederick Robinson, le bâtiment est démoli en 1905 pour laisser la place à des immeubles d'appartements et de bureaux.
Dès 1852, le voyageur et écrivain Albert Richard Smith y produit un spectacle consacré à son ascension du Mont-Blanc, immense succès commercial qui contribuera notablement à populariser le tourisme alpestre.
La famille Maskelyne, la dernière à posséder la salle, crée en contrepartie le théâtre Saint-Georges.

## Histoire
À la fin du XIXe siècle, l'Egyptian Hall est consacré à l'illusionnisme. 

## Sources
- (en) Cet article est partiellement ou en totalité issu de l’article de Wikipédia en anglais intitulé « Egyptian Hall » (voir la liste des auteurs).